# Delta Kanceridi
Delta Kanceridi so meteorji iz vsakoletnega meteorskega roja.

Radiant Delta Kanceridov leži v ozvezdju Raka (Cnc) (Cancer). Delta Kanceridi  se pojavljajo od 1. januarja do 31. januarja, svoj vrhunec pa dosežejo 17. januarja.

## Zgodovina[2]
Prva opazovanja roja so bila opravljena v letu 1870. V letu 1872 so opazili 7 meteorjev, v letu 1879 pa so opazili celo ognjeno kroglo. Roj je tako slaboten, da se v literaturi ne omenja. V letu 1948 ga je opisal Cuno Hoffmeister v svoji knjigi Meteorstrome, kjer je nevedel tri možne radiante. V 60. letih dvajsetega stoletja so v okviru projekta Radio Meteor Project opravili podrobnejša opazovanja tega roja, ki so jih objavili leta 1973 in 1976. To je vzpodbudilo opazovalce, da so pričeli redneje opazovati meteorje tudi januarja. Ocenili so, da je največja aktivnost okoli 2 do 3 meteorje na uro.

## Opazovanje
Roj je izredno šibek. Opazimo lahko do 4 utrinke na uro. Njegova značilnost je, da je dolgotrajen.